# 警告 (年輕歲月專輯)
《警告》（英語：Warning），美國搖滾樂團年輕歲月（Green Day）的第六張專輯，2000年發行。專輯一樣在加利福尼亞州，奧克蘭的錄音室錄製。由Reprise唱片發行。《警告》的風格是流行龐克、強力流行、流行龐克、與另類搖滾。專輯警告登上Billboard 200第四名，超越上一張專輯Nimrod，但商業表現不好。